# Przywódca opinii publicznej
Przywódca opinii publicznej – w nowoczesnym społeczeństwie demokratycznym najczęściej polityk lub działacz społeczny, głoszący poglądy popierające ogół członków społeczeństwa lub jego znaczące odłamy na sprawy stanowiące w danym momencie przedmiot ogólnego zainteresowania.